# 劉小英
朱小英（1986年3月29日—），藝名劉小英，韓國女演員、歌手，韓國女子組合After School第一期成員，因健康問題於2009年10月29日從團體畢業，為隊中第一位畢業成員，現為演員。

## 電視劇
- 2011年 KBS《我們家的女人們》飾演 李世洛
- 2012年 KBS《Dream High 2》飾演 朴順童
- 2012年 MBC《Stand By》飾演 劉小英（客串）[3]
- 2012年 Channel A《熊貓小姐和刺蝟》飾演 姜恩菲
- 2014年 SBS《只屬於我的你》飾演 姜成雅
- 2014年 KBS 2TV Drama Special《穿運動鞋的新娘》飾演 芷妍
- 2015年 MBC《吃的存在》 飾演 曹芮俐
- 2015年 SBS《上流社會》飾演 張小玄[4]

## 主持
- 2011年 Ongamenet《Super App Korea》MC

## 電影
- 2016年 《Beastie Girls》飾演 智妍
- 2017年 《野獸女孩》

## 綜藝節目
- 2005年 KBS 《電視幼兒園》
- 2011年～2012年 TV朝鮮 《崔賢宇和盧弘喆的魔術豁》
- 2013年 QTV《申東燁與決定順位的女人》[5]
- 2016年 FashionN《Follow 美》 第七季
- 2020年 MBC《蒙面歌王》

## 獎項
- 2005年 第75屆全國春香選拔大會 - 善 [6]

## 外部連結
- 劉小英的X（前Twitter）
- 劉小英的Instagram帳戶